# بيل فرانس جونيور
بيل فرانس جونيور (بالإنجليزية: Bill France, Jr.) هو رائد أعمال أمريكي، ولد في 4 أبريل 1933 في واشنطن العاصمة في الولايات المتحدة، وتوفي في 4 يونيو 2007 في دايتونا بيتش في الولايات المتحدة بسبب سرطان الرئة.

## وصلات خارجية
- بيل فرانس جونيور على موقع إن إن دي بي (الإنجليزية)